# Trenchcoat Brigade
The Trenchcoat Brigade è una serie limitata di quattro numeri che fu pubblicata nel 1999 dalla Vertigo.
Il titolo è un riferimento ad uno scherzo improvvisato da John Constantine nella serie a fumetti precedente, The Books of Magic per apostrofare l'affiliazione di mistici che includevano lui stesso, lo Straniero Fantasma, Dottor Occult e Mister E che condividevano la loro preferenza per gli impermeabili come soprabito (Constantine fu noto per aver parafrasato il titolo del famoso "The Charge of the Light Brigade" di Alfred Lord Tennyson, a proposito di spericolati eventi militari.

## Storia di pubblicazione
Comparvero per la prima volta insieme nella serie The Books of Magic di Neil Gaiman, in cui tentarono di guidare Tim Hunter attraverso i vari regni della Magia nell'Universo DC al fine di insegnargli tutto sull'abilità e le conseguenze della Magia.
Il gruppo si sarebbe riunito più avanti nella miniserie di cinque numeri The Names of Magic, prima di ottenere infine una propria miniserie.

## Membri
I nomi elencati sono quelli utilizzati mentre il personaggi erano ancora associati alla "Trenchcoat Brigade".
La prima comparsa è il luogo dove il personaggio compare per la prima volta come membro della squadra. Non è necessariamente la prima comparsa del personaggio nella stampa, né la storia descrive come il personaggio entrò nel gruppo.
Tutte le informazioni sono elencate in ordine di pubblicazione, e poi alfabetica.
| Personaggio        | Vero nome        | Prima comparsa                          | Note |
| ------------------ | ---------------- | --------------------------------------- | ---- |
| John Constantine   | John Constantine | The Books of Magic n. 1 (dicembre 1990) |      |
| Dottor Occult      | Richard Occult   | The Books of Magic n. 1 (dicembre 1990) |      |
| Mister E           | Erik             | The Books of Magic n. 1 (dicembre 1990) |      |
| Straniero Fantasma | N/A              | The Books of Magic n. 1 (dicembre 1990) |      |
| Rose Psychic       | Rose Spiritus    | The Books of Magic n. 3 (febbraio 1991) |      |